# نصرت‌الله تاجیک

نصرت الله تاجیک (متولد ۱۳۳۲ در تهران)، سیاست‌مدار، دیپلمات، نویسنده ، فعال و زندانی سیاسی پیش از انقلاب سال ۱۳۵۷ شمسی جمهوری اسلامی ایران است. وی مسئولیت های متعددی در جمهوری اسلامی ایران برعهده داشته و در دی ماه ۱۳۹۴ کاندیداتوری خود در دهمین دوره انتخابات مجلس شورای اسلامی ایران اعلام نمود.

## زندگینامه
نصرت الله تاجیک در آبان ماه سال ۱۳۳۲ شمسی در تهران متولد شد. او پس از ورود به دانشگاه فعالیت های سیاسی خود را علیه رژیم پهلوی آغاز نمود و در راستای همین اقدامات چندین بار توسط نیروهای امنیتی و ساواک دستگیر و روانه زندان شد. با وجود شکنجه و فشارهای عصبی در زندان فعالیت های سیاسی خود را متوقف نکرده و اقدام به آموزش و اطلاع رسانی به زندانیان غیر سیاسی نمود. پس از پیروزی انقلاب اسلامی ایران مسئولیت های متعددی از جمله مدیر بنیاد مسکن انقلاب اسلامی در قم، مشاور وزیر کشور، استاندار هرمزگان در زمان جنگ ایران و عراق، مشاور وزیر امور خارجه و سفیر جمهوری اسلامی ایران در اردن هاشمی را برعهده داشته است.
وی در زمان جنگ ایران و عراق و وقوع جنگ نفتکش ها در خلیج فارس به سمت استاندار هرمزگان منصوب شد. بسیاری از امکانات زیرساختی استان و جزایر ۳ گانه ایرانی در دوره وی احداث و بهره برداری گردید.همچنین در دوره دوم ریاست جمهوری سید محمد خاتمی به عنوان سفیر جمهوری اسلامی ایران به اردن هاشمی معرفی شد. در مدت زمان مسئولین خود در اردن اقدام به تثبیت روابط سیاسی و تجاری بین دو کشور نمود و بسیاری از مجروحین انتفاضه فلسطین را برای درمان و رسیدگی به ایران فرستاد. در دوران سفارت وی برای اولین بار بعد از انقلاب اسلامی ایران روابط دو کشور اوج گرفت و موجب بازدید ملک عبدالله پادشاه اردن هاشمی و همسر وی به ایران گردید.
در ۴ آبان ۱۳۸۵ و پس از اتمام ماموریت خود به عنوان سفیر جمهوری اسلامی ایران در اردن در شهر دورهام انگلیس به اتهام خرید ۱۰ عدد دوربین دید در شب برای جمهوری اسلامی ایران بازداشت شد. اولین جلسه دادگاه ۲ روز بعد از دستگیری وی برگزار و پس از آن تاجیک زندانی شد. دادگاه اعلام کرد که بازداشت تاجیک بنا به درخواست دولت آمریکا و بر اساس موافقتنامه استرداد بین دو کشور آمریکا و انگلیس مربوط به سال ۲۰۰۳ میلادی انجام شده است. با پیگیری‌های وزارت خارجه ایران و سفارت جمهوری اسلامی ایران در لندن، تاجیک  با وثیقه ۵۰۰ هزار پوندی موقتاً آزاد و از آن زمان تا پنجشنبه ۲۳ آذرماه ۱۳۹۱ در حبس خانگی و تحت تدابیر شدید امنیتی به سر برد. در سال ۱۳۹۱ دادگاه عالی بریتانیا پس از ۶ سال دعوای حقوقی رای به بیگناهی وی و سیاسی بودن پرونده مذکور داد. تمامی فعالیت های حقوقی پرونده توسط تیمی متشکل از تاجیک و چندین وکیل معتبر بین المللی و با پشتیبانی جمهوری اسلامی ایران انجام پذیرفت.
نصرت الله تاجیک پس از ۶ سال حبس خانگی در انگلیس، بامداد چهارشنبه ۲۹ آذر ۱۳۹۱ وارد تهران شد.
پس از بازگشت دوباره به وطن وی اقدام به تالیف و نشر مقالات مختلف در زمینه سیاست خارجی ایران نمود و در دی ماه سال ۱۳۹۴ کاندیداتوری خود را در دهمین دوره مجلس شورای اسلامی ایران از حوزه تهران اعلام نمود.

## تحصیلات
- مهندس راه و ساختمان از دانشگاه علم و صنعت ایران
- کارشناسی ارشد مدیریت اجرایی گرایش راهبردی (MBA) از دانشگاه ولز (دانشگاه ولز)
- دکترای بتن از دانشگاه وست مینستر لندن (دانشگاه وستمینستر)
- دیپلم مدیریت از موسسه بین‌المللی مدیریت و رهبری انگلیس
- همکار افتخاری دانشگاه دورهام (دانشگاه دورهام)

او دارای تالیفات متعددی به زبان های فارسی و انگلیسی می باشد.

## سمت‌ها
- کاندیدای دهمین مجلس شورای اسلامی ایران
- سفیر جمهوری اسلامی ایران در اردن
- مشاور وزیر کشور
- استاندار هرمزگان
- مشاور وزیر امور خارجه در امور خاورمیانه
- مدیر کل مسکن و شهرسازی کردستان
- مدیر بنیاد مسکن انقلاب اسلامی قم